# 森まゆみ
森 まゆみ（もり まゆみ、1954年7月10日 - ）は、日本の作家・エッセイスト・編集者・市民運動家。公益財代法人日本ナショナルトラスト理事。早稲田大学ジャーナリズム研究所特別招聘研究員。明治学院大学国際平和研究所研究員。
作家の近藤富枝は伯母。日本人音楽グループの在日ファンク・ギターの仰木亮彦は甥。従姉妹に武蔵野大学大学院言語文化研究科教授の堀井惠子。化学者の水島三一郎は母方の遠戚。

## 来歴・人物
東京都文京区動坂出身。両親とも歯科医の家に生まれる。処女作のペンネームは母方の苗字に由来している。
文京区立誠之小学校、お茶の水女子大学附属中学校・高等学校卒業。早稲田大学政治経済学部卒業（藤原保信に師事）。
出版社（オズマPR及びサイマル出版会）で企画・編集の仕事に携わった後、東京大学新聞研究所（現・東京大学大学院情報学環教育部）修了（稲葉三千男、香内三郎らに師事）。
フリーの編集者・ライターとなり、作家である伯母近藤富枝から仕事・企画を紹介され、25歳の1980年に初の著書『日本の女 どのように女たちは生きてきたのか 戦前編』を橘樹まゆみ名義で刊行。1983年から1年ほど刊行された、雑誌『ほんのもり 女が語らう女の雑誌』に編集者・ライターとして参加して、書評を書き始める。
1984年10月に地元の主婦仲間の山崎範子、実妹である仰木ひろみと、地域雑誌「谷中・根津・千駄木」（谷根千工房）を創刊し、編集人となる。地元の人々への「聞き書き」を中心とした編集方針で話題となり、「地域雑誌」を超えた人気を得る。また、「谷根千地図」などを発行し、同地域を人気スポットにさせた（なお、「谷中・根津・千駄木」は、最終号を予定していた2009年8月10日発行の93号、および同号に収録できなかった記事による特別編集の94号で終刊した）。
その傍らで、ノンフィクション作家、エッセイストとしても活躍し、多数の著書がある。
また、著書『東京遺産』にあるように、上野奏楽堂、旧岩崎邸、上野不忍池（地下駐車場反対）、安田邸などを保存する市民運動に関わった。2013年から「神宮外苑と国立競技場を未来へてわたす会」共同代表。
1991年に離婚。地域の仲間の協力も得ながら、執筆活動と並行して、3人の子供を育てた。
1989年に、第11回日本雑学大賞を受賞。1992年に「谷根千工房」がサントリー地域文化賞を受賞。1997年に『鷗外の坂』で芸術選奨文部大臣新人賞を受賞。1999年に「地域文化に視座をおいたまちづくり活動および現実の都市づくりに対する提言」で日本建築学会文化賞を受賞。2003年に『「即興詩人」のイタリア』でJTB紀行文学賞を受賞。2014年に『「青鞜」の冒険　女が集まって雑誌をつくるということ』で紫式部文学賞を受賞。
2004年より2007年まで東京国際大学教授。
2007年に原因不明の自己免疫疾患（原田病）に罹り、東京女子医科大学病院、北里大学病院などを受診。一時は失明の危機に陥るも、2年以上にわたる闘病を強いられた。
2013年4月から2015年2月まで、放送倫理・番組向上機構（BPO）放送倫理検証委員会委員。

## 著書
- 『日本の女 どのように女たちは生きてきたのか 戦前編』橘樹まゆみ名義 晧星社 1980　→改題・全面改稿『明治快女伝 わたしはわたしよ』労働旬報社 1996 →  改題・全面改稿『日本の女』文春文庫
- 『谷中スケッチブック 心やさしい都市空間』エルコ 1985 → ちくま文庫
- 『とり戻そう東京の水と池』岩波ブックレット 1990
- 『小さな雑誌で町づくり 『谷根千』の冒険』晶文社 1991  → 改題「「谷根千」の冒険」ちくま文庫
- 『不思議の町・根津 ひっそりした都市空間』山手書房新社 1992 → ちくま文庫
- 『抱きしめる、東京 町とわたし』講談社 1993 →  講談社文庫、ポプラ文庫
- 『長生きも芸のうち 岡本文弥百歳』毎日新聞社 1993 → ちくま文庫
- 『読書休日』晶文社 1994
- 『ひとり親走る』講談社 1994 → 改題「走るひとり親」 学陽文庫
- 『かしこ一葉 『通俗書簡文』を読む』筑摩書房 1996 → 改題「樋口一葉の手紙教室」ちくま文庫
- 『明治東京畸人伝』新潮社 1996 → 新潮文庫 → 中公文庫
- 『寺暮らし』みすず書房 1997  →  集英社文庫
- 『鷗外の坂』新潮社 1997  → 新潮文庫 → 中公文庫
- 『路地の匂い町の音』旬報社 1998  → ポプラ文庫
- 『深夜快読』筑摩書房 1998
- 『恋は決断力 明治生れの13人の女たち』講談社 1999  → 改題「昭和快女伝 恋は決断力」文春文庫
- 『のほほん親本舗』学陽書房 1999 → 改題「とびはねて町を行く 「谷根千」10人の子育て」集英社文庫 2004
- 『その日暮らし』みすず書房 2000  →  集英社文庫
- 『大正美人伝 林きむ子の生涯』文藝春秋 2000  → 文春文庫
- 『森の人四手井綱英の九十年』晶文社 2001
- 『一葉の四季』岩波新書 2001
- 『アジア四十雀』平凡社 2001
- 『にんげんは夢を盛るうつわ』みすず書房 2002  → 改題「旅暮らし」集英社文庫
- 『昭和ジュークボックス』旬報社 2003  → ちくま文庫
- 『海はあなたの道 越境のKorean/Japanese』PHPエディターズ・グループ 2003
- 『「即興詩人」のイタリア』講談社 2003 → ちくま文庫　2011
- 『東京遺産 保存から再生・活用へ』岩波新書 2003
- 『森まゆみの大阪不案内』筑摩書房 2003  → 改題「大阪不案内」ちくま文庫
- 『明治・大正を食べ歩く』PHP新書 2004
- 『こんにちは一葉さん 明治・東京に生きた女性作家』日本放送出版協会NHKライブラリー 2004
- 『彰義隊遺聞』新潮社 2004  → 新潮文庫　→　集英社文庫
- 『プライド・オブ・プレイス』みすず書房 2005　→改題『いで湯暮らし』集英社文庫
- 『円朝ざんまい よみがえる江戸・明治のことば』平凡社 2006 → 文春文庫
- 『『婦人公論』にみる昭和文芸史』中公新書ラクレ 2007　→改題「昭和文芸史」文庫
- 『自主独立農民という仕事 佐藤忠吉と「木次乳業」をめぐる人々』バジリコ 2007
- 『「懐かしの昭和」を食べ歩く』PHP新書 2008
- 『断髪のモダンガール 42人の大正快女伝』文藝春秋 2008 → 文庫
- 『手に職』ちくまプリマー新書 2008
- 『旧浅草區まちの記憶』平嶋彰彦撮影 平凡社 2008
- 『女三人のシベリア鉄道』集英社 2009　→文庫
- 『起業は山間から 石見銀山群言堂松場登美』バジリコ 2009
- 『海に沿うて歩く』朝日新聞出版 2010
- 『東京ひがし案内』内澤旬子イラスト　ちくま文庫 2010
- 『貧楽暮らし』集英社文庫 2010（オリジナルエッセイ集）
- 『望郷酒場を行く 東京で味わう故郷の店』PHP新書 2010
- 『明るい原田病日記 私の体の中で内戦が起こった』亜紀書房 2010　→ちくま文庫
- 『おたがいさま』ポプラ社、2011
- 『女のきっぷ NHKラジオテキスト』NHK出版　2012 NHKこころをよむ
- 『千駄木の漱石』筑摩書房、2012　→ちくま文庫
- 『むかしまち地名事典』大和書房、2012
- 『震災日録　記憶を記録する』岩波新書、2013
- 『『青鞜』の冒険 女が集まって雑誌をつくるということ』平凡社　2013　→集英社文庫
- 『反骨の公務員、町をみがく---内子町・岡田文淑の 町並み、村並み保存』亜紀書房、2014
- 『女のきっぷ　逆境をしなやかに』岩波書店、2014
- 『「谷根千」地図で時間旅行』晶文社、2015
- 『森のなかのスタジアム――新国立競技場暴走を考える』みすず書房、2015
- 『昭和の親が教えてくれたこと』大和書房、2016
- 『環境と経済がまわる、森の国ドイツ』晶文社、2016
- 『東京老舗ごはん』ポプラ文庫 2017
- 『暗い時代の人々』 亜紀書房 2017 のち朝日文庫
- 『子規の音』新潮社 2017　のち文庫
- 『お隣りのイスラーム　日本に暮らすムスリムに会いにいく』紀伊國屋書店 2018
- 『「五足の靴」をゆく　明治の修学旅行』平凡社 2018　のち集英社文庫
- 『東京老舗ごはん [2]』 ポプラ文庫 2018.7
- 『用事のない旅』 (わたしの旅ブックス) 産業編集センター, 2019.1
- 『会いにゆく旅』 (わたしの旅ブックス) 産業編集センター, 2020.1
- 『またいつか歩きたい町 私の町並み紀行』 (とんぼの本) 新潮社, 2020.10
- 『路上のポルトレ 憶いだす人びと』羽鳥書店, 2020.11
- 『谷根千のイロハ』亜紀書房, 2020.3
- 『本とあるく旅』 (わたしの旅ブックス) 産業編集センター, 2020.8
- 『聖子 新宿の文壇BAR「風紋」の女主人』亜紀書房, 2021.11
- 『しごと放浪記 自分の仕事を見つけたい人のために』インターナショナル新書 2021.8
- 『海恋紀行』 (わたしの旅ブックス) 産業編集センター, 2021.8
- 『昭和・東京・食べある記』朝日新書 2022.2
- 『京都不案内』世界思想社 2022.12
- 『アジア多情食堂』 (わたしの旅ブックス) 産業編集センター 2023.2
- 『聞き書き・関東大震災』亜紀書房 2023.8
- 『じょっぱりの人－羽仁もと子とその時代－』婦人之友社 2024.4
- 『野に遺賢をさがして──ニッポンとことこ歩き旅』亜紀書房, 2025.5

### 共編著
- 『いま「家族」に悩むあなたへ 過去と未来の家族論』湯沢雍彦共著 コンパニオン出版 1985
- 『谷中墓地掃苔録 森の中に眠る人々』1-2 谷根千工房 1989-91
- 『トポス・上野ステェション かけがえのない終着駅 替え計画への紙つぶて』谷根千工房 1990
- 『佃に渡しがあった　ビジュアルブック水辺の生活誌』ジョルダン・サンド・尾崎一郎共著 岩波書店 1994
- 『東京たてもの伝説』藤森照信共著 岩波書店 1996　のち新版「岩波人文書セレクション」
- 『人町』荒木経惟共著 旬報社 1999
- 『一葉のきもの　らんぷの本』近藤富枝共著 河出書房新社 2005
- 復刻解説 岩波写真文庫―森まゆみセレクション 2008　岩波書店
  - 『農村の婦人―南信濃の』
  - 『離された園』
  - 『忘れられた島』
  - 『ソ連・中国の旅―桑原武夫』
  - 『汽車の窓から―東海道』
- 『ベスト・オブ・谷根千―町のアーカイヴス』谷根千工房著 亜紀書房、2009
- 『舞姫 森鷗外珠玉選』講談社 青い鳥文庫 2011 - 現代語訳
- 『帝都の事件を歩く』中島岳志共著　亜紀書房 2012
- 『未来の漢方 ユニバースとコスモスの医学』津田篤太郎共著 亜紀書房 2013
- 『異議あり! 新国立競技場―2020年オリンピックを市民の手に』編著 岩波ブックレット 2014
- 『いいがかり―原発「吉田調書」記事取り消し事件と朝日新聞の迷走』鎌田慧,花田達朗共編、七つ森書館 2015
- 『楽しい縮小社会 「小さな日本」でいいじゃないか』 松久寛共著 筑摩選書 2017
- 『イタリアの小さな村へ アルベルゴ・ディフーゾのおもてなし』中橋恵共著 とんぼの本：新潮社 2018.5
- 『伊藤野枝集』編 岩波文庫 2019.9
- 『森まゆみと読む林芙美子「放浪記」』集英社文庫 2020.5
- 『谷根千の編集後記』森まゆみ、山崎範子、仰木ひろみ、川原理子著、月兎舎、2024.6
- 『谷根千文学傑作選』編、中公文庫 2024.10

## 社会的活動
- 文化庁文化審議会委員
  - 同 文化財分科会委員
- 地方の時代映像祭・審査委員長
- 公益財代法人日本ナショナルトラスト理事
- 文化財建造物保存技術協会評議員
- 日本芸術文化振興会評議員
- 東京人 (雑誌) - 編集委員